# 天主教帕洛总教区
天主教帕洛總教區（拉丁語：Archidioecesis Palensis），是羅馬天主教會以菲律賓萊伊泰島帕洛為中心的一個總主教區，轄區包括萊伊泰省大部份。下轄三個教區。
教區總主教為若望‧杜、榮休主教伯多祿·迪安。2004年有教友1,257,977名。由144名司鐸名管理54個堂區。
1937年11月28日自天主教甲苗育教區升成為教區。1982年11月15日升為總教區。